# 3e division d'infanterie (Royaume-Uni)
Pour les articles homonymes, voir 3e division et Division de fer.
La 3e division (3rd (United Kingdom) Division), anciennement  3e division d'infanterie (3rd Infantry Division) ou 3e division mécanisée (3rd Mechanised Division) ou 3e division blindée (3 (UK) Armoured Division) parfois appelée la « division de fer » (Iron Division) ou surnommée « Iron Sides », est une division de la British Army (armée de terre britannique).
L'insigne représente un triangle noir avec au centre un triangle rouge inversé.

## Historique
Formée en 1809 par le lieutenant général Arthur Wellesley (futur duc de Wellington) pour servir durant la guerre d'indépendance espagnole. Elle a pris part à un certain nombre de batailles célèbres, comme la bataille de Waterloo, la guerre de Crimée, la seconde guerre des Boers, la bataille de France (1940) et le D-Day (1944). Elle devait également faire partie du Commonwealth Corps, formé pour l'opération Downfall (plan prévoyant l'invasion du Japon) en 1945-1946, annulé lorsque la guerre se termina par les bombardements atomiques de Hiroshima et Nagasaki.
La division comptait en 1944 environ 17 000 hommes, dont environ 4 500 fantassins dans des compagnies de fusiliers des neuf bataillons d'infanterie de la division.
Elle a mis le premier bataillon à terre à Sword Beach lors du débarquement du 6 juin 1944 en Normandie, et a terminé sa guerre le 30 avril 1945 à Brême.
En onze mois de combat en Europe, la division a subi un total de 16 411 pertes dont 170 ont été renvoyées dans leurs unités avant la fin de la guerre.

## Organisation

### Première Guerre mondiale
En 1914, la 3e division fait partie du 2e corps d'armée commandé par Sir Smith-Dorrien du corps expéditionnaire britannique.
- le 23 août : bataille de Mons.
- le 26 août : Bataille du Cateau.

### Seconde Guerre mondiale
La 3e division d'infanterie britannique, sous les ordres du général Rennie, débarqua la première, le 6 Juin 1944 sur la zone de Sword (la plus à l'est des 5 zones du débarquement de Normandie), au nord de Caen, plus précisément sur les plages d'Hermanville sur mer et de Colleville-Montgomery.
Au sein de cette division, ce sont les régiments de fantassins South Lancashire et East Yorkshire (de la 8e brigade) qui débarquèrent les premiers précédés par les chars du 13e/18e Hussards.

### Après-Guerre
Des formations de cette unité ont été déployées en Bosnie, au Kosovo, durant la guerre d'Afghanistan et la guerre d'Irak.

### Organisation actuelle

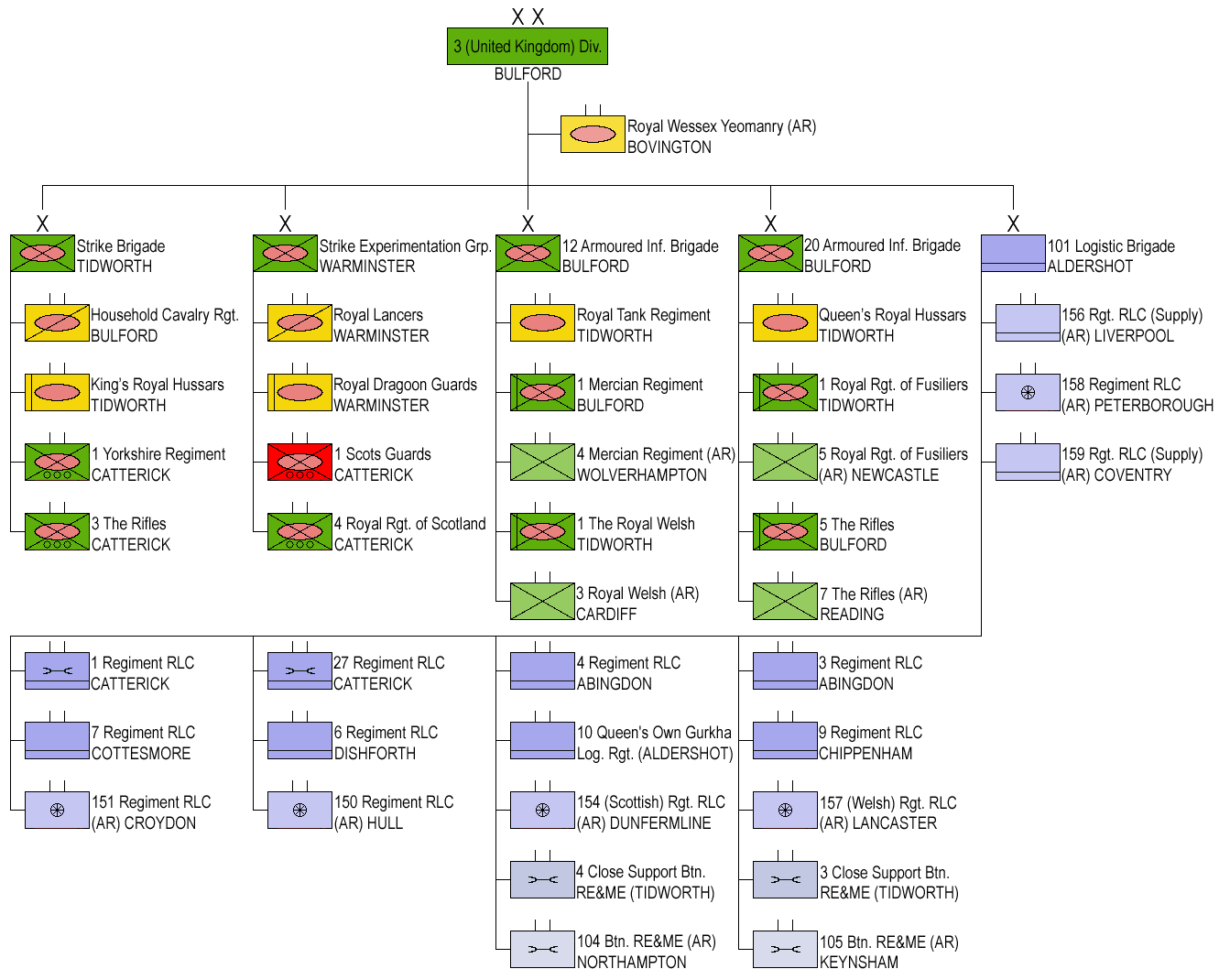
Structure de la 3e division d'infanterie en 2018

La 3e division mécanisée (ou d'infanterie) était la seule division opérationnelle basée au Royaume-Uni dans les années 2010 (l'autre division opérationnelle étant la 1re division blindée, basée en Allemagne jusqu'en 2014), à Bulford, dans la Wiltshire. Elle répond au Commander Field Army, appartenant au Land Command de Wilton.
Les brigades suivantes font partie de la 3e division d'infanterie en 2012 :
Brigades de combat
- 1re brigade mécanisée (1st Mechanised Brigade)
- 4e brigade mécanisée (4th Mechanized Brigade) depuis 2011
- 12e brigade mécanisée (12th Mechanised Brigade)
- 19e brigade légère (19th Light Brigade)

Brigade de soutien
- 101e brigade logistique (101st Logistic Brigade)

En 2022,la structure est modifié avec la création de la 1st Deep Reconnaissance Strike Brigade Combat Team (en) par la fusion de la 1re brigade d'infanterie et de la 1re brigade d'artillerie.

### Les autres division de laBritish Army
- 1re division blindée
- 2e division d'infanterie
- 4e division d'infanterie
- 5e division d'infanterie
- 6e division d'infanterie